# Franz-Peter Hofmeister
Franz-Peter Hofmeister   (Kerpen, 5 d'agost de 1951) és un atleta alemany, ja retirat, especialista en curses de velocitat, que va competir sota bandera de la República Federal Alemanya durant la dècada de 1970.
El 1976 va prendre part en els Jocs Olímpics d'Estiu de Mont-real, on disputà dues proves del programa d'atletisme. Formant equip amb Lothar Krieg, Harald Schmid i Bernd Herrmann guanyà la medalla de bronze en els 4x400 metres, mentre en els 400 metres quedà eliminat en sèries.
En el seu palmarès també destaca una medalla de plata en els 200 metres del Campionat d'Europa d'atletisme de 1971 i dues medalles d'or, en els 400 metres i 4x400 metres, al de 1978. Formà equip amb Martin Weppler, Bernd Herrmann i Harald Schmid. El 1975 es proclamà campió d'Europa en pista coberta en el relleu 4x2 voltes junt a Klaus Ehl, Karl Honz i Hermann Köhler. A nivell nacional guanyà deu campionats nacionals a l'aire lliure, tres en els 200 metres, un en els 400 metres i sis en el 4x400 metres. En pista coberta guanyà nou campionats, tres en els 400 metres i sis en el 4x400 metres.

## Millors marques
- 100 metres. 10.1" (1970)
- 200 metres. 20.5" (1971)
- 400 metres. 45.12" (1979).[9]